# Locustdale
Locustdale è un census-designated place (CDP) degli Stati Uniti d'America, situato nello stato della Pennsylvania, diviso tra la contea di Columbia e la contea di Schuylkill.